# The Birthday Eve
The Birthday Eve és el primer àlbum del grup de música heavy metal Loudness, publicat el 1981 per la discogràfica Columbia Records.

## Cançons
1. Loudness 5:10
2. Sexy Woman 5:40
3. Open Your Eyes 4:32
4. Street Woman 5:17
5. To Be Demon 6:07
6. I'm on Fire 3:41
7. High Try 5:07
8. Rock Shock (More and More) 4:56

## Formació
- Minoru Niihara - veus
- Akira Takasaki - guitarra
- Masayoshi Yamashita - baix
- Munetaka Higuchi - bateria